# Labyrint (seriál)
Labyrint je český kriminální televizní seriál. Kombinuje žánry thrilleru a detektivky. Režíroval ho Jiří Strach. První řada seriálu byla vysílána od 31. srpna do 12. října 2015, druhá řada od 13. března do 24. dubna 2017 a třetí (pravděpodobně poslední) řada od 3. září do 15. října 2018.
Seriál byl nominován na Českého lva v kategorii Nejlepší dramatický televizní seriál, ale cenu nezískal.
V anketě mezi čtenáři iDNES.cz se umístil jako třetí nejlepší český krimiseriál desetiletí po Případech 1. oddělení a seriálu Rapl.

## Obsazení

### Hlavní postavy
| Jiří Langmajer      | Michal Remeš (1., 2. a 3. řada)                                     |
| Zuzana Kanócz       | Tamara Hronská (1. řada)                                            |
| Stanislav Majer     | Daniel Grossmann (1. řada)                                          |
| Miroslav Donutil    | plukovník Jan Oliva (1., 2. a 3. řada)                              |
| Michal Dalecký      | kriminalista David (1., 2. a 3. řada)                               |
| Zuzana Kajnarová    | kriminalistka Irena (1. a 2. řada)                                  |
| Pavel Batěk         | kriminalista Petr (1. řada)                                         |
| Radomír Švec        | soudní lékař MUDr. Václav Písecký (1., 2. a 3. řada)                |
| Lenka Vlasáková     | psycholožka Ester Fuchsová (1. a 3. řada)                           |
| Anna Linhartová     | Andrea Remešová, dcera Michala Remeše (1. a 2. řada)                |
| Lenka Krobotová     | Tereza Grossmannová, manželka Daniela (1.řada)                      |
| Ivan Franěk         | Stanislav Karas (1. řada)                                           |
| Pavla Vitázková     | Zita Karasová (1. řada)                                             |
| Michal Režný        | Štefan Králík (1. řada)                                             |
| Tomáš Stopa         | Miro Szelenyi (1. řada)                                             |
| Martin Sláma        | novinář Jan Fábera (1. řada)                                        |
| Gregor Bauer        | Roman Berdych (1. řada)                                             |
| Martin Zahálka      | Oldřich Kovář (1. řada)                                             |
| Eva Vrbková         | Jitka Kovářová (1. řada)                                            |
| Petra Tenorová      | Alena Kovářová (1. řada)                                            |
| Vojtěch Kotek       | policista npor. Jan Souček (1. řada)                                |
| Andrea Daňková      | Lenka Součková, manželka Jana Součka (1. řada)                      |
| Otmar Brancuzský    | závozník Šustr (1. řada)                                            |
| Miroslav Táborský   | profesor Vrbata (1., 2. a 3. řada)                                  |
| Radek Holub         | farář Kryštof (1. řada)                                             |
| Milan Němec         | policista Coufal (1. řada)                                          |
| Martin Engel        | soudce JUDr. Radoslav Matula (1. řada)                              |
| Michael Beran       | Jan Herrmann (1. řada)                                              |
| Michal Dlouhý       | právník JUDr. Martin Brüx (1. řada)                                 |
| Jan Vondráček       | Karel Dorf (1. řada)                                                |
| Jana Štěpánková     | Anna Dorfová (1. řada)                                              |
| Marek Holý          | Adam Rychtera (1. řada)                                             |
| Aleš Putík          | Josef Sandera (1. řada)                                             |
| Jiří Valůšek        | Ondřej Klíma (1. řada)                                              |
| Petra Jungmanová    | Hedvika Klímová (1. řada)                                           |
| Jiří Wohanka        | zastavárník Karel (1. řada)                                         |
| František Němec     | Ladislav Novotný (1. řada)                                          |
| Lukáš Hlavica       | Pavel Vágner (1. řada)                                              |
| Kateřina Janečková  | Martina Vágnerová (1. řada)                                         |
| Jiří Hána           | Jakub Kamberský (1. řada)                                           |
| Jan Hájek           | Richard Franěk (2. řada)                                            |
| Tatiana Vilhelmová  | Martina Tesařová (2. řada)                                          |
| Jana Stryková       | Jana Fraňková, manželka Richarda (2. řada)                          |
| Jiří Dvořák         | lobbista Karel Kříž (2. řada)                                       |
| Alois Švehlík       | Zdeněk Kříž, otec Karla Kříže (2. řada)                             |
| Pavel Kříž          | advokát JUDr. Jiří Kobza (2. řada)                                  |
| Eva Jedličková      | Simona Kobzová (2. řada)                                            |
| Iveta Jiříčková     | novinářka Hana Grygarová (2. řada)                                  |
| Martin Donutil      | Emil Zachariáš (2. řada)                                            |
| Martin Myšička      | MUDr. Vladimír Smutný (2. řada)                                     |
| Barbora Munzarová   | MUDr. Zdeňka Smutná (2. řada)                                       |
| Pavel Doucek        | bezdomovec Vladimír Samuel (2. řada)                                |
| Rostislav Marek     | zámečník Jura Pásek (2. řada)                                       |
| Jan Meduna          | Robert Lešetínský (2. řada)                                         |
| Aneta Vrzalová      | kadeřnice Monika Válková (2. řada)                                  |
| Gabriela Štefanová  | archeoložka Stašová (2. řada)                                       |
| Viktor Preiss       | developer Jan Bruder (2. řada)                                      |
| Jiří Štěpnička      | profesor Holý (2. řada)                                             |
| Jan Šťastný         | europoslanec Durdík (2. řada)                                       |
| Stanislav Zindulka  | duchovní Lambert (2. řada)                                          |
| Marek Němec         | Libor Pěnička (2. řada)                                             |
| Petr Štěpán         | Jiří Horác (2. řada)                                                |
| Petr Tejmar         | Vratislav Bek (2. řada)                                             |
| Antonín Hausknecht  | Karel Vitold (2. řada)                                              |
| Saša Rašilov        | Matyáš Vitold, syn Karla Vitolda (2. řada)                          |
| Adam Vacula         | Pavel Osvald (2. řada)                                              |
| Regina Rázlová      | Eva Osvaldová, matka Pavla Osvalda (2. řada)                        |
| Miroslav Etzler     | Jakub Sucharda (2. řada)                                            |
| Robert Jašków       | recepční Karel Hrouda (2. řada)                                     |
| Denisa Nesvačilová  | kriminalistka Bára Vajštajnová (3. řada)                            |
| Petr Stach          | kriminalista Viktor Kostka (3.řada)                                 |
| Ladislav Kolář      | státní zástupce JUDr. Milan Kliment (3.řada)                        |
| Jitka Čvančarová    | falešná léčitelka Simona (3. řada)                                  |
| Marek Taclík        | soukromý detektiv Bartoš (3. řada)                                  |
| Dana Černá          | Vladimíra Klocová, exmanželka soukromého detektiva Bartoše (3.řada) |
| Adrian Gabaj        | Jakub Bartoš, syn soukromého detektiva Bartoše (3.řada)             |
| Pavel Řezníček      | kapitán Marek Doležal (3. řada)                                     |
| David Švehlík       | nadpaporčík Pavel Jonáš, policista (3. řada)                        |
| Renata Rychlá       | Zuzana Jonášová, manželka Pavla Jonáše (3. řada)                    |
| Marek Příkazký      | policista por. Tomáš Janeba (3. řada)                               |
| Marek Pospíchal     | Štefan Koláčný (3. řada)                                            |
| Ljuba Krbová        | Dana Svobodová (3. řada)                                            |
| Ondřej Kavan        | MUDr. Zdeněk Mertl, manžel Dany Svobodové (3. řada)                 |
| Robert Hájek        | Antonín Pánek (3. řada)                                             |
| Romana Julinová     | Jitka Pánková, matka Antonína Pánka (3. řada)                       |
| Zdeněk Dušek        | Jeroným Valenta (3. řada)                                           |
| Vladimír Kratina    | Karel Stolař (3. řada)                                              |
| Veronika Freimanová | Marie Stolařová (3. řada)                                           |
| Matyáš Valenta      | Adam (3. řada)                                                      |
| Veronika Žilková    | Renata Heřmánková, Adamova matka (3. řada)                          |
| Otakar Brousek      | primář MUDr. Milan Hrouda (3. řada)                                 |
| Barbora Srncová     | MUDr. Rybářová (3. řada)                                            |
| Miroslav Vladyka    | Jaroslav Petrásek (3. řada)                                         |
| Peter Varga         | Rostislav Jarolím (3. řada)                                         |
| Lukáš Adam          | fotbalista Jan Augusta (3. řada)                                    |
| Karel Zima          | Jan Augusta st. otec Jana Augusty (3. řada)                         |
| Jana Holcová        | Augustová, matka Jana Augusty (3. řada)                             |
| Pavlína Vaňková     | novinářka Sekalová (3. řada)                                        |
| Pavel Rímský        | mafián Konrád (3. řada)                                             |
| Kryštof Rímský      | Patrik Konrád (3. řada)                                             |
| Tereza Vítů         | Sandra Konrádová (3. řada)                                          |
| Simona Postlerová   | Konrádová (3. řada)                                                 |
| Luděk Randár        | soused Fencl (3.řada)                                               |
| Radim Kalvoda       | zloděj Škvára (3.řada)                                              |
| Kamila Valůšková    | prodavačka Horáčková (3.řada)                                       |

## Seznam dílů

### První řada (2015)
| Č. v seriálu | Č. v řadě | Název          | Režie       | Scénář      | Premiéra       |
| --- | --------- | -------------- | ----------- | ----------- | -------------- |
| 1 | 1         | Labyrint (1/7) | Jiří Strach | Petr Hudský | 31. srpna 2015 |
| V lomu nedaleko Brna je objeveno tělo náměstka hejtmana Karase. Ten byl naražen na kůl, probodnut mečem a omotán černou kobrou. Případ vyšetřují kriminalisté Michal Remeš a Dan Grossmann. K ním se připojí kriminalistka z Bratislavy Tamara Hronská, ta vidí souvislost mezi případem, který vyšetřovala před půl rokem. Slovenská dívka Gabriela Uhorčíková, byla zavražděna podobným způsobem. Remeš a Hrónská se po rozhovoru se stalkerem a údajným vrahem Gabriely, Matějem Rážem, dozvídají o zmizení Aleny Kovářové, která se Uhorčíkové velmi podobá. Farář Kryštof slyší dětský pláč v prázdném kostele. Dělník Kamberský pracuje na konstrukci v sklepení zříceniny hradu. Manželům Vágnerovým přijde poštou obálka, ve které je pouze stříbrná investiční mince s rytinou hada. Muž v taláru během přelíčení zastřelí soudce Matulu a následně spáchá sebevraždu. |           |                |             |             |                |
| 2 | 2         | Labyrint (2/7) | Jiří Strach | Petr Hudský | 7. září 2015   |
| Kriminalisté Grossman a Petr vyšetřují střelbu v soudní síni. Muž v taláru byl Ondřej Klíma, který trpěl zhoubným nádorem na plicích. Klímova manželka nalézá ve poště klíč od bezpečnostní schránky, ve které je velký finanční obnos. Remeš a Hronská pátrají po Aleně Kovářové. Oldřich Kovář se rozhodne po své dceři pátrat na vlastní pěst a unáší Adama Rychteru, se kterým se Alena nepohodla na diskotéce. Manželé Vágnerovi se při pátrání po odesilateli mincí dostanou do vesnice Malá Čistá, kde před dvěma lety někdo ukradl sochu Panny Marie. Martina se cestou zastaví v kostele jehož farářem je právě Kryštof. Kamberského jeho spolupracovník Sandera zamkne ve sklepení. Sanderu pak omráčí a odvleče muž s kapucí. |           |                |             |             |                |
| 3 | 3         | Labyrint (3/7) | Jiří Strach | Petr Hudský | 14. září 2015  |
| Policii se podaří osvobodit Rychteru a dozvídají se od něj, že muž, který odvedl Alenu z diskotéky byl Ondřej Klíma. Dochází tak k propojení všech tří případů. Expert na symboly, si všimne podobnosti vražd s obrazem Hieronyma Bosche – Poslední soud. Při nálezu dalšího těla v udírně, se kriminalisté přesvědčí, že vrah se obrazem skutečně inspiruje. Manželům Vágnerovým chodí poštou další investiční mince, tentokrát z obce Cejlenice, kterou Martina zná. Farář Kryštof se vydá za zdrojem pláče do krypty pod kostelem a nachází tam odcizenou sochu Panny Marie. Kamberský prchá ze sklepení podzemní chodbou. Dva slovenští zlodějíčci na útěku, Miro a Štefan, objeví ve sklepě domu, kam se vloupali, unesenou Alenu. Při společném útěku jsou ale postřeleni majitelem. |           |                |             |             |                |
| 4 | 4         | Labyrint (4/7) | Jiří Strach | Petr Hudský | 21. září 2015  |
| Kriminalisté zjistí, že tělo, nalezené v udírně patřilo Sanderovi. Ten byl zapletený do únosu Aleny, která je v bezvědomí v nemocnici. Štefan zranění podlehl, ale notebook, který ukradl v únoscově domě, se dostane do zastavárny. Muž s kapucí se pokusí zavraždit zastavárníka a zavraždí jeho známého – počítačového experta. Miro postřelení přežil, ale je uvězněn ve sklepě místo Aleny. Hedvika Klímová prozradí Grossmannovi, že její manžel chodil do kostela sv. Jakuba. Farář Vojtěch ale odmítne porušit zpovědní tajemství. Kriminalista David, který zkoumá videa Matěje Ráže, zjistí, že Oldřich Kovář a Gabriela Uhorčíková se znali. Kamberského, ztraceného v podzemní chodbě zastřelí muž s kapucí. Farář Kryštof považuje nález sochy Panny Marie za zázrak a rozhodne se informovat biskupství. Martina Vágnerová navštíví klášter v Cejlenicích, ve kterém bývala jeptiškou. Manželé Vágnerovi se obrátí na policii, s žádostí o zjištění odesilatele mincí, ale nesetkají se s přílišným pochopením.                                                                                       |           |                |             |             |                |
| 5 | 5         | Labyrint (5/7) | Jiří Strach | Petr Hudský | 28. září 2015  |
| Kovář přizná, že byl otcem Uhorčíkové, s dcerou se ale nestýkal. Remeš a Grossmann požádají akademika Vrbatu o vysvětlení významu jednotlivých postav v obrazu Poslední soud. K případu je přizvána na pomoc také psycholožka Fuchsová. Tamara se vrací do Bratislavy, kde pokračuje ve vyšetřovaní lidí v okolí Uhorčíkové. Kriminalisté objeví chovatele hadů, který prodal vrahovi dvě kobry černé. Strážmistr Souček pomůže kriminálce zjistit souvislost mezi zloději Mirem a Štefanem. Při příchodu domů nalezne Martina Vágnerová svého muže zavražděného. Následně je unesena do klece ve sklepení hradu. Biskup přijede na prohlídku nalezené sochy Panny Marie do Malé Čisté. V době jeho návštěvy dojde v kryptě k výbuchu. |           |                |             |             |                |
| 6 | 6         | Labyrint (6/7) | Jiří Strach | Petr Hudský | 5. října 2015  |
| Muž s kapucí – Karel Dorf – se ve sklepení odhaluje Vágnerové (která ho zná) a viní ji ze smrti svého bratra. V části krypty oddělené závalem zastřelí faráře Kryštofa, biskupa dříve zasypanou chodbou unese a zavře k Vágnerové. Strážmistr Souček zjistí kudy museli projít Miro a Štefan než zachránili Alenu, a kde potom nasedli na vlak. Alena se probouzí a vyšetřovatelům sdělí že byla držena ve sklepení statku, a že Sandera, který ji znásilnil, byl její dočasný spoluvězeň. Tamara objíždí hosty z hotelů z místa a doby první vraždy a dostává se na opuštěný statek; přestává kolegům zvedat telefon a ti ji začínají hledat. Farář Vojtěch, Klímův zpovědník, pod tíhou událostí (zavalení v kryptě) policii pomůže potvrzením správnosti jejich domněnek. Policie nachází mrtvého Vágnera a odhaluje souvislosti: Václav Dorf byl odsouzen za znásilnění Vágnerové a ve vězení spáchal sebevraždu. Mrtví nebo unesení jsou jeho soudce, žalobce a svědci v případu. Zásahovka na statku zatýká Dorfa, nachází mrtvého Miru a vysvobozuje Tamaru. Ale než je budova vyklizena, dochází k výbuchu. |           |                |             |             |                |
| 7 | 7         | Labyrint (7/7) | Jiří Strach | Petr Hudský | 12. října 2015 |
| Výbuch na statku má 9 obětí, včetně Grossmanna, Tamary a Dorfa. Policie nachází Dorfův druhý byt s důkazy o plánech vražd. Remeš se při výslechu matky Dorfa neudrží a napadne jejího právníka Brikse. Jeho aktivity naznačují že by mohl stát za celou akcí. Při druhé konfrontaci se ukáže hlavou operace být Dorfová. Zřícenina s klecí je jejím venkovským sídlem. Při potyčce ji Remeš zastřelí a Briks je smrtelně zraněn. Vágnerová v kleci páchá sebevraždu, biskupa se podaří vysvobodit. |           |                |             |             |                |

### Druhá řada (2017)
| Č. v seriálu | Č. v řadě | Název             | Režie       | Scénář      | Premiéra        |
| --- | --------- | ----------------- | ----------- | ----------- | --------------- |
| 8 | 1         | Labyrint II (1/7) | Jiří Strach | Petr Hudský | 13. března 2017 |
| Tým majora Remeše posílen o nového člena Richarda Fraňka vyšetřuje vraždu mladé dívky Moniky. Tu někdo znásilnil, zabil a její tělo hodil do řeky. Možných pachatelů se nabízí hned několik. Počínaje Moničiným přítelem Robertem Lešetínským a manželkou jejího ilegálního milence konče. Stopy ale přivedou policisty také na již zkušeného násilníka Pavla Osvalda. Díky Osvaldovi se do Remešova týmu dostane také policistka Martina Tesařová , která se Osvaldovými násilnými činy v minulosti zabývala na mravnostním oddělení. Policisté pokračující v prověřování možných pachatelů z Moničina okolí v té chvíli ještě netuší, že jejich případ zřejmě souvisí i s osobou Karla Kříže. Schopný lobbista se z exponovaného výsluní svého tajného byznysu dostává na příliš tenký led a jeho poslední záchranou může být zřejmě jen advokát Kobza, který má v té době ale zcela jiné starosti. |           |                   |             |             |                 |
| 9 | 2         | Labyrint II (2/7) | Jiří Strach | Petr Hudský | 20. března 2017 |
| Televizní reportáž poukázala na miliardový dotační podvod a z jeho strůjce – do té doby úspěšného lobbisty Karla Kříže – se stává psanec. S prosbou o pomoc se proto obrátí na svého otce Zdeňka Kříže. Zatímco Karlu Křížovi se smůla lepí na paty, na studenta Emila Zachariáše se usmálo nečekané štěstí v podobě velmi příjemného dědictví. Brněnská kriminálka se dál zabývá vraždou atraktivní kadeřnice Moniky Válkové. Její mrtvolu vhodili dva muži do brněnské přehrady. Hlavní podezřelý – Pavel Osvald – zmizel a nic o něm neví ani jeho matka. Osvald není žádný svatoušek. V minulosti s ním měla opakovaně co do činění i kriminalistka z mravnostního oddělení Martina Tesařová. V Remešově hledáčku jsou ale i další možní pachatelé. Moniku mohl zavraždit třeba její přítel Robert Lešetínský, movitý milenec doktor Smutný, nebo jeho manželka, která, jak se ukázalo, o mimomanželském vztahu svého muže delší dobu věděla. Remeše a spol. ale zaměstnává také pátrání po zmizelých prvoligových byznysmenech – Vratislavu Bekovi a Karlu Vitoldovi. |           |                   |             |             |                 |
| 10 | 3         | Labyrint II (3/7) | Jiří Strach | Petr Hudský | 27. března 2017 |
| Jakub Sucharda vraždou otce Karla Kříže zkomplikoval už tak nepříjemnou situaci jeho syna – stíhaného lobbisty. Ten se tak stává pro policii podezřelým nejen z rozsáhlého podvodu, ale i vraždy. Týmu majora Michala Remeše se podařilo nalézt Evu Osvaldovou – matku nezvěstného Pavla Osvalda, hlavního podezřelého z vraždy promiskuitní kadeřnice Moniky Válkové. Kriminalisté u Osvaldové ke svému údivu objevují fotografie zmizelých prominentních podnikatelů – Vratislava Beka a Karla Vitolda. Zanechal je u ní její únosce. Dědic ohromného jmění Emil Zachariáš daroval Nadaci na pomoc obětem domácího násilí nebývale velkorysou sumu – 5 miliónů korun. Upoutá tím na sebe nechtěnou pozornost novinářky Hanky Grygarové, která bude hrát v jeho životě výraznou roli. |           |                   |             |             |                 |
| 11 | 4         | Labyrint II (4/7) | Jiří Strach | Petr Hudský | 3. dubna 2017   |
| Při pátrací akci v lese najdou dva důchodci lidské tělo. Při následném prohledávání okolí policisté zjistí, že si vrah místo nevybral náhodně. Mezitím na policii přichází fotografie neznámého muže, který je podle přiložených indicií do případu zapleten. Kriminalista Richard Franěk v něm poznává svého bývalého kolegu z Ostravy. Lobbista Karel Kříž na útěku spadne do spárů sadistického vyděrače. Nebezpečná situace mu ale paradoxně pomůže přijít na stopu zmizelé tašce. Matyáš Vitold je zoufalý a rozhodne se přes televizní obrazovku slíbit za jakoukoli informaci o otci vysokou odměnu. |           |                   |             |             |                 |
| 12 | 5         | Labyrint II (5/7) | Jiří Strach | Petr Hudský | 10. dubna 2017  |
| Na základě vypsané odměny se na policii přihlásí muž se zásadním svědectvím. Emil Zachariáš se po svém vyrovnává s nečekaným dědictvím. Pozornost vyšetřovacího týmu se v případu vraždy Moniky Válkové se nyní soustředí hlavně na manžele Smutné, jejichž výpovědi dostávají logické a časové trhliny. Nesrovnalosti řeší policisté také u výpovědí přítele Moniky. Plán lobbisty Karla Kříže na získání peněz, které před ním ukryl jeho otec, je spouštěčem sledu dramatických událostí. Kříž ještě jednou osloví vlivného právníka Kobzu a pokusí se ho přinutit ke spolupráci na jeho záchranu. Stane se však něco, co ani jeden z nich nečekal a co zásadně ovlivní jejich soukromé i profesní životy. |           |                   |             |             |                 |
| 13 | 6         | Labyrint II (6/7) | Jiří Strach | Petr Hudský | 17. dubna 2017  |
| Vyšetřování komplikovaného případu se začíná překvapivě stáčet ke společensky významným osobnostem. Anonymní vyděrač požaduje zaplacení extrémně vysoké částky, která má zajistit nezveřejnění jistého tajemství. Ztráta kufříku s neznámým obsahem nutí právníka Kobzu k ukvapenému zásadnímu rozhodnutí. Emil Zachariáš plánuje společnou budoucnost se svojí novou přítelkyní. Předpokládaný idylický život ho ale rozhodně nečeká. V bytovém domě ve městě je nalezeno tělo muže, který v případu sehrál zásadní roli. Lobbista na útěku Karel Kříž se postupně propadá na úplné dno. |           |                   |             |             |                 |
| 14 | 7         | Labyrint II (7/7) | Jiří Strach | Petr Hudský | 24. dubna 2017  |
| Vyšetřování případu série vražd se blíží ke konci, všechny díly skládačky do sebe logicky a naprosto přesně zapadají. Přesto major Remeš upozorňuje na malou, ale zásadní nesrovnalost. Otevře tím Pandořinu skřínku. Novopečený milionář Emil Zachariáš zjišťuje, proč mu australský farmář odkázal část značného jmění. Policistům se podaří rozluštit zkratku na prstenu se zeleným kamenem. Místo řešení ale přichází další otázky. Co za temná tajemství ukrývá luxusní kufřík? A co vlastně čeká dítě, které se má v budoucnu teprve narodit? |           |                   |             |             |                 |

### Třetí řada (2018)
| Č. v seriálu | Č. v řadě | Název              | Režie       | Scénář      | Premiéra       |
| ------------ | --------- | ------------------ | ----------- | ----------- | -------------- |
| 15           | 1         | Labyrint III (1/7) | Jiří Strach | Petr Hudský | 3. září 2018   |
| 16           | 2         | Labyrint III (2/7) | Jiří Strach | Petr Hudský | 10. září 2018  |
| 17           | 3         | Labyrint III (3/7) | Jiří Strach | Petr Hudský | 17. září 2018  |
| 18           | 4         | Labyrint III (4/7) | Jiří Strach | Petr Hudský | 24. září 2018  |
| 19           | 5         | Labyrint III (5/7) | Jiří Strach | Petr Hudský | 1. října 2018  |
| 20           | 6         | Labyrint III (6/7) | Jiří Strach | Petr Hudský | 8. října 2018  |
| 21           | 7         | Labyrint III (7/7) | Jiří Strach | Petr Hudský | 15. října 2018 |